# Brodarstvo
Brodarstvo je jedna od gospodarskih djelatnosti. Može biti pomorsko i unutarnje brodarstvo (riječno, jezersko i kanalsko). Čini ju organizirani prijevoz ljudi i robe morskim, kanalskim, jezerskim i riječnim putevima uz sudjelovanje posebno kvalificiranih ljudi brodovima. Spada u promet.